# Диаблада

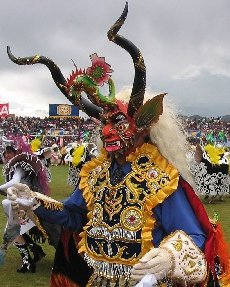
Костюм дьявола на карнавале.

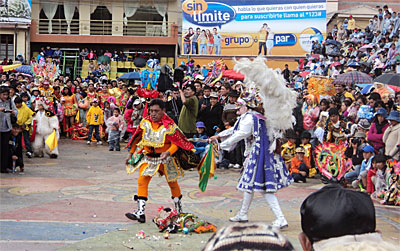
Диаблада в Оруро.

Диаблада, или Danza de Diablos (с исп. — «Танец Дьяволов»), — традиционный южноамериканский танец, созданный в Андском Альтипадо, получивший своё название из-за масок и костюмов дьявола, надеваемых танцорами.

## Описание
Изначально диблада называлась «танец дьяволов» (исп. danza de diablos). Сам танец был значительно проще, чем теперь. Процесс объединения различных обычаев длился с 1789 по 1944 год, в ходе чего сформировались маскарадная группа «дьявольских статистов», которую называли «Диаблада».
Сейчас это действо выглядит как многокилометровый парад танцоров-«дьяволов» в розовых панталонах, бархатных шапочках с вышитыми змеями и драконами, в комических и страшных масках с рогами, выпученными глазами и торчащими клыками, которые ходят по улицам городов. Парад длится целых 10 дней. По всем улицам ходят ряженые в костюмах тотемных животных. Завершается всё это инфернальное безумие театрализованной победой Архангела Михаила над Люцифером и «водяной битвой», когда все начинают бросать друг в друга водяными «бомбами».

## Возникновение
Танец отражает противостояние сил добра и зла и объединяет множество разных элементов — и традиционные католические заимствования, которые принесли с собой испанские конкистадоры, и обычаи андских индейцев. В первую очередь речь идёт о религиозных церемониях, таких как танец льяма-льяма в честь Тивы, бога народа уру (защитника их источников, озёр и рек), Туо Супая — богу гор, а также аймаранский родниковый ритуал, посвящённый Анчанчу (ужасный дух-демон пещер и других изолированных мест). После распространения в Боливии христианства образы индейских культовых персонажей — Матери-земли Пачами и «хозяина гор» Туо Супая — трансформировались в фигуры Святой Девы Марии и Дьявола.

## Распространение
Происхождение и истоки родовой идентичности этого танца являются предметом дискуссий между властями и историками Боливии, Чили и Перу, где танец является важной частью крупных фестивалей этих государств. Этот танец распространён среди населения Анд (на западе Боливии, на юге Перу, на севере Аргентины и Чили), а также в боливийских диаспорах Аргентины, США и Австрии. В основном диаблада танцуется на Карнавале Оруро (Боливия), на Святых Канделариях (Перу), на маленьких карнавалах на севере Аргентины и на Святых Тиранах в Чили. Существует особый стиль танца, присущий Эквадору, носящий название Diablada pillarena.